# Records du Venezuela d'athlétisme

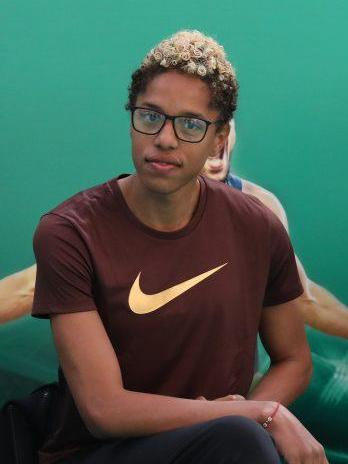
Yulimar Rojas, détient le record du Venezuela du triple saut qui est également le record du monde.

Les records du Venezuela d'athlétisme sont les meilleures performances réalisées par des athlètes vénézuéliens et homologuées par la Fédération vénézuélienne d'athlétisme (FVA).

## Plein air

### Hommes
| Épreuve               | Record | Athlète | Date | Compétition | Lieu | Réf.          |
| --------------------- | --- | --- | --- | --- | --- | ------------- |
| 100 m                 | 10 s 24 (+0,8 m/s) | David Vivas | 28 juillet 2023 | Championnats d'Amérique du Sud | São Paulo | [ 1 ]         |
| 200 m                 | 20 s 58 (+1,9 m/s) | José Acevedo | 30 mai 2008 | NCAA Mideast Regional | Fayetteville |               |
| 200 m                 | 20 s 58 (+1,6 m/s) | José Acevedo | 31 mai 2008 | NCAA Mideast Regional | Fayetteville |               |
| 400 m                 | 45 s 21 A | Alberth Bravo | 25 novembre 2014 | Jeux d'Amérique centrale et des Caraïbes | Xalapa | [ 2 ]         |
| 800 m                 | 1 min 43 s 54 | William Wuycke | 7 septembre 1986 | Meeting de Rieti | Rieti |               |
| 1 500 m               | 3 min 36 s 96 | Eduar Villanueva | 1 septembre 2011 | Championnats du monde | Daegu | [ 3 ]         |
| 3 000 m               | 7 min 49 s 88 | Freddy González | 19 juillet 2003 | | Madrid |               |
| 5 000 m               | 13 min 22 s 30 | Freddy González | 3 juillet 2004 | | Saint-Sébastien |               |
| 10 000 m              | 28 min 31 s 14 | Marvin Blanco | 6 décembre 2015 | | Sacramento | [ 4 ]         |
| Semi-marathon         | 1 h 3 min 09 s | Luis Orta | 24 mars 2018 | Championnats du monde de semi-marathon | Valence | [ 5 ]         |
| Marathon              | 2 h 11 min 25 s | Carlos Tarazona | 30 avril 2000 | | Cleveland |               |
| 110 m haies           | 13 s 85 (+1,5 m/s) | Elvis Cedeño | 27 août 1991 | Championnats du monde | Tokyo | [ 6 ]         |
| 400 m haies           | 49 s 18 | Antonio Smith | 14 juillet 1991 | | Caracas |               |
| 3 000 m steeple       | 8 min 20 s 87 | José Peña | 1er septembre 2013 | ISTAF | Berlin | [ 7 ]         |
| Saut en hauteur       | 2,31 m | Eure Yáñez | 23 juin 2017 | Championnats d'Amérique du Sud | Luque | [ 8 ]         |
| Saut à la perche      | 5,40 m | Ricardo Montes | 21 juillet 2023 | Championnats du Venezuela U18 | Caracas | [ 9 ]         |
| Saut à la perche      | 5,40 m | Ricardo Montes | 28 juillet 2023 | Championnats d'Amérique du Sud | São Paulo |               |
| Saut en longueur      | 8,34 m (-1,2 m/s) | Victor Castillo | 30 mai 2004 | | Cochabamba |               |
| Triple saut           | 16,86 m | Sergio Saavedra | 8 août 1989 | Championnats d'Amérique du Sud | Medellín |               |
| Lancer du poids       | 20,01 m | Yojer Medina | 26 août 2000 | | Maracaibo |               |
| Lancer du disque      | 57,58 m | Jésus Parejo | 8 mai 2008 | Championnats du Venezuela (Memorial Brígido Iriarte) | Caracas |               |
| Lancer du marteau     | 68,54 m | Pedro Muñoz | 21 février 2014 | | Arroyo | [ 10 ]        |
| Lancer du javelot     | 77,94 m | Manuel Fuenmaior | 5 juin 2004 | | Maracaibo |               |
| Décathlon             | 8 048 pts | Geormis Jaramillo | 4-5 mai 2018 | Championnats du Venezuela (Mémorial Brígido Iriarte) | Barquisimeto |               |
| Décathlon             | 10 s 86 (-0,5 m/s) (100 m), 7,59 m (+1,3 m/s) (longueur), 16,10 m (poids), 1,83 m (hauteur), 48 s 56 (400 m) / 14 s 10 (-1,8 m/s) (110 m haies), 44,86 m (disque), 4,50 m (perche), 61,60 m (javelot), 5 min 00 s 05 (1 500 m) | 10 s 86 (-0,5 m/s) (100 m), 7,59 m (+1,3 m/s) (longueur), 16,10 m (poids), 1,83 m (hauteur), 48 s 56 (400 m) / 14 s 10 (-1,8 m/s) (110 m haies), 44,86 m (disque), 4,50 m (perche), 61,60 m (javelot), 5 min 00 s 05 (1 500 m) | 10 s 86 (-0,5 m/s) (100 m), 7,59 m (+1,3 m/s) (longueur), 16,10 m (poids), 1,83 m (hauteur), 48 s 56 (400 m) / 14 s 10 (-1,8 m/s) (110 m haies), 44,86 m (disque), 4,50 m (perche), 61,60 m (javelot), 5 min 00 s 05 (1 500 m) | 10 s 86 (-0,5 m/s) (100 m), 7,59 m (+1,3 m/s) (longueur), 16,10 m (poids), 1,83 m (hauteur), 48 s 56 (400 m) / 14 s 10 (-1,8 m/s) (110 m haies), 44,86 m (disque), 4,50 m (perche), 61,60 m (javelot), 5 min 00 s 05 (1 500 m) | 10 s 86 (-0,5 m/s) (100 m), 7,59 m (+1,3 m/s) (longueur), 16,10 m (poids), 1,83 m (hauteur), 48 s 56 (400 m) / 14 s 10 (-1,8 m/s) (110 m haies), 44,86 m (disque), 4,50 m (perche), 61,60 m (javelot), 5 min 00 s 05 (1 500 m) | [ 11 ]        |
| 20 km marche (route)  | 1 h 22 min 10 s | Richard Vargas | 7 mai 2016 23 juin 2018 | Championnats du monde par équipes de marche Championnats de Pologne de marche | Rome Varsovie | [ 12 ] [ 13 ] |
| 20 000 marche (piste) | 1 h 23 min 25 s 6 | Richard Vargas | 4 octobre 2014 | Championnats d'Amérique du Sud (moins de 23 ans) | Montevideo | [ 14 ]        |
| 50 km marche (route)  | 4 h 2 min 48 s | Yerenman Salazar | 8 mai 2016 | Championnats du monde par équipes de marche | Rome | [ 15 ]        |
| 4 × 100 m             | 39 s 01 | Équipe nationale Jermaine Chirinos Arturo Ramírez Diego Rivas José Acevedo | 10 juin 2012 | Championnats ibéro-américains | Barquisimeto | [ 16 ]        |
| 4 × 400 m             | 3 min 0 s 82 A | Équipe nationale Arturo Ramirez Alberto Aguilar José Acevedo Omar Longart | 28 octobre 2011 | Jeux panaméricains | Guadalajara | ,             |

### Femmes
| Épreuve              | Record | Athlète                                                                        | Date                                           | Compétition                                                  | Lieu                      | Réf.                 |
| -------------------- | --- | ------------------------------------------------------------------------------ | ---------------------------------------------- | ------------------------------------------------------------ | ------------------------- | -------------------- |
| 100 m                | 11 s 24 (+1,2 m/s) | Andrea Purica                                                                  | 29 juillet 2018                                | Jeux d'Amérique centrale et des Caraïbes                     | Barranquilla              | [ 19 ]               |
| 200 m                | 22 s 53 (+0,1 m/s) | Nercely Soto                                                                   | 12 mai 2012                                    | Championnats du Venezuela (Memorial Brígido Iriarte)         | Caracas                   | [ 20 ]               |
| 400 m                | 51 s 94 | Nercely Soto                                                                   | 26 novembre 2013                               | Jeux bolivariens                                             | Trujillo                  | [ 21 ]               |
| 800 m                | 2 min 04 s 93 | Yenny Mejias                                                                   | 24 juillet 2005                                | Championnats d'Amérique du Sud                               | Cali                      |                      |
| 1 500 m              | 4 min 07 s 27 | Joselyn Brea                                                                   | 22 avril 2023                                  | Payton Jordan Invitational                                   | Palo Alto                 | [ 22 ]               |
| 3 000 m              | 8 min 43 s 26 (AR) | Joselyn Brea                                                                   | 16 juillet 2023                                | Mémorial Kamila Skolimowska                                  | Chorzów                   | [ 23 ]               |
| 5 000 m              | 14 min 47 s 76 (AR) | Joselyn Brea                                                                   | 6 mai 2023                                     |                                                              | Walnut                    | [ 24 ]               |
| 10 000 m             | 32 min 29 s 73 | Edymar Brea                                                                    | 25 mars 2023                                   | Trofeo Iberico                                               | Burjassot                 | [ 25 ]               |
| Semi-marathon        | 1 h 13 min 23 s | Joselyn Brea                                                                   | 19 mars 2023                                   |                                                              | Caracas                   | [ 26 ]               |
| Marathon             | 2 h 31 min 45 s | Magaly García                                                                  | 3 décembre 2023                                | Marathon de Valence                                          | Valence                   |                      |
| 100 m haies          | 12 s 87 (+1,8 m/s) | Yoveinny Mota                                                                  | 28 mai 2022                                    | Championnats NCAA Ouest                                      | Fayetteville              | [ 27 ]               |
| 400 m haies          | 56 s 65 A | Magdalena Mendoza                                                              | 13 juin 2015                                   | Championnats d'Amérique du Sud                               | Lima                      | [ 28 ]               |
| 3 000 m steeple      | 10 min 21 s 93 | Joselyn Brea                                                                   | 9 juillet 2016                                 |                                                              | Palencia                  |                      |
| Saut en hauteur      | 1,90 m | Marierlis Rojas                                                                | 29 mars 2008                                   |                                                              | Ponce                     |                      |
| Saut à la perche     | 4,70 m A 4,70 m | Robeilys Peinado                                                               | 7 juin 2018 6 septembre 2019 29 septembre 2019 | Jeux sud-américains Mémorial Van Damme Championnats du monde | Cochabamba Bruxelles Doha | [ 29 ] [ 30 ] [ 31 ] |
| Saut en longueur     | 6,88 m (+1,4 m/s) | Yulimar Rojas                                                                  | 13 juin 2021                                   |                                                              | La Nucia                  | [ 32 ]               |
| Triple saut          | 15,67 m (+0,7 m/s) (RM) | Yulimar Rojas                                                                  | 1er août 2021                                  | Jeux olympiques                                              | Tokyo                     | [ 33 ]               |
| Lancer du poids      | 18,19 m | Ahymará Espinoza                                                               | 15 mai 2016                                    | Championnats ibéro-américains                                | Rio de Janeiro            | [ 34 ]               |
| Lancer du disque     | 55,57 m | Maria Cubillán                                                                 | 3 juillet 2009                                 | Champ. d'Am. centrale et des Caraïbes                        | La Havane                 | [ 35 ]               |
| Lancer du marteau    | 73,64 m | Rosa Rodríguez                                                                 | 16 mai 2013                                    | Memorial Máximo Viloria                                      | Barquisimeto              | [ 36 ]               |
| Lancer du javelot    | 59,33 m | Yusbelys Parra                                                                 | 22 juin 2012                                   |                                                              | La Havane                 | [ 37 ]               |
| Heptathlon           | 5 989 pts | Luisaris Toledo                                                                | 26 mai 2019                                    | Championnats d'Amérique du Sud                               | Lima                      | [ 38 ]               |
| Heptathlon           | 14 s 12 (0,0 m/s) (100 m haies), 1,69 m (hauteur), 12,84 m (poids), 24 s 56 (+0,9 m/s) (200 m) / 6,22 m (+1,0 m/s) (longueur), 43,79 m (javelot), 2 min 15 s 67 (800 m) |                                                                                |                                                |                                                              |                           |                      |
| 20 km marche (route) | 1 h 35 min 10 s | Milángela Rosales                                                              | 7 mai 2011                                     | Championnats du Venezuela                                    | Caracas                   | [ 39 ]               |
| 4 × 100 m            | 43 s 53 | Équipe nationale Nediam Vargas Andrea Purica Nelsibeth Villalobos Nercely Soto | 28 novembre 2014                               | Jeux d'Amérique centrale et des Caraïbes                     | Xalapa                    |                      |
| 4 × 400 m            | 3 min 34 s 30 | Équipe nationale Wilmary Alvarez Ángela Alfonso Yessica Garcia Eliana Pacheco  | 22 juin 2003                                   | Championnats d'Amérique du Sud                               | Barquisimeto              | [ 40 ]               |